# Caner Arıcı
Caner Arıcı (* 7. November 1986 in Ankara) ist ein türkischer Fußballspieler.

## Karriere
Arıcı startete mit dem Vereinsfußball 1999 in der Jugend des Amateurvereins Ankara Yeni Yolspor. 2005 wechselte er als Profispieler zu Bugsaş Spor und kehrte bereits nach einem halben Jahr zum Amateurfußball zurück. Hier spielte er der Reihe nach für Yeni Sincanspor, Ankara Yeni Yolspor und Yeni Sincanspor.
Zur Saison 2009 unterschrieb er mit dem Viertligisten Keçiören Sportif einen Profivertrag und schaffte es hier auf Anhieb in die Stammelf. Nach einer Saison wechselte er dann in die TFF 2. Lig zu Balıkesirspor. Nachdem er eine Spielzeit hier nahezu durchgängig zu Spieleinsätzen gekommen war, verbrachte er die Saison 2011/12 als Leihspieler bei Beypazarı Şekerspor. Zum Sommer 2012 kehrte er zu Balıkesirspor zurück. Die Saison 2012/13 beendete er mit seinem Team als Meister der TFF 2. Lig und stieg damit in die TFF 1. Lig auf.
Nach dem Aufstieg mit Balıkesirspor wechselte Arıcı zum Zweitligisten Ankaraspor. Mit diesem Verein, der sich unmittelbar nach Arıcıs Verpflichtung in Osmanlıspor FK umbenannte, beendete er die Saison als Vizemeisterschaft der TFF 1. Lig und stieg damit zwei Mal in Folge in die Süper Lig auf.
Für die Saison 2015/16 wurde Arıcı zusammen mit seinem Teamkollegen Ahmet Kesim an den Zweitligisten Alanyaspor ausgeliehen. Mit diesem Verein beendete er die Saison 2015/16 als Play-off-Sieger und stieg damit in die Süper Lig auf. An dem zweiten Erstligaaufstieg seiner Karriere war er mit 31 Ligaspieleinsätzen beteiligt. Nach dem Aufstieg mit Alanyaspor, kehrte er kurzzeitig zu Osmanlıspor FK zurück und wurde gegen Ende der Sommertransferperiode 2016 mit Yeni Malatyaspor an einen anderen Zweitligisten ausgeliehen. Mit diesem Verein beendete er die Saison 2016/17 als Vizemeister und stieg damit auch mit ihm in die Süper Lig auf. Für die Saison 2017/18 wurde er dieses Mal an den Zweitligisten Giresunspor ausgeliehen.

## Erfolge
Mit Balıkesirspor
- Meister der TFF 2. Lig und Aufstieg in die TFF 1. Lig: 2012/13

Mit Osmanlıspor FK
- Vizemeister der TFF 1. Lig und Aufstieg in die Süper Lig: 2014/15

Mit Alanyaspor
- Play-off-Sieger der TFF 1. Lig und Aufstieg in die Süper Lig: 2015/16

Mit Yeni Malatyaspor
- Vizemeister der TFF 1. Lig und Aufstieg in die Süper Lig: 2016/17